# Портрет Якопо Страда
«Портре́т Яко́по Стра́да» (итал. Ritratto di Jacopo Strada) — картина итальянского живописца Тициана (1490—1576), представителя венецианской школы. Создана примерно в 1566-1567 годах. Хранится в коллекции Музея истории искусств в Вене (инв. №GG 81).

## Описание
На полотне изображен молодой Якопо Страда (1507—1588), уроженец Мантуи и друг Тициана. Страда был очень разносторонним человеком: живописцем, филологом, коллекционером и ученым. Он служил советником по искусству у герцога Баварского Альбрехта V, потом жил при дворе Папы Римского, а с 1557 года перешел на службу к Габсбургам. Был придворным антикваром Фердинанда I, Максимилиана II и Рудольфа II, для которых он покупал картины, скульптуры, книги и другие предметы.
Портрет был создан, вероятно, тогда, когда антиквар приезжал по делам в Венеции. Картина находилась из коллекции эрцгерцога Леопольда Вильгельма Австрийского (1614—1662) с 1659 года.
Художник улавливает привлекательно живой взгляд Страда и благодаря обстановке кабинета, где видны фрагменты торса, статуэтка (в которой угадывается римская копия Афродиты), большие драпировки одежды, книги сверху, указывает на широкий круг его культурных интересов. В своих поздних работах Тициан откажется от солнечных тонов, как на этом полотне, и начнет использовать воздушный и менее компактный цвет. В фигуре Якопо Страда отражается стиль художника последних лет жизни, когда он будет использовать драматические мазки, чтобы растворить изображения в атмосфере.